# To be free
《To be free》是嵐的第31枚單曲。於2010年7月7日發行。唱片公司為J Storm。

## 解說
- 與前作Monster相距約2個月。為2010年的第三張單曲
- 只有通常盤發售。收入「To be free」與其原版卡拉OK，且皆附贈PV及幕後花絮。
- 此單曲無B面曲。
- 主打歌是成員櫻井翔出演、Asahi飲料《三矢蘇打》的電視廣告歌曲。
- 初回限定盤附贈歌詞本（16頁）。

### 主要紀錄
- 於2010年7月19日截止的日本公信榜單曲週榜取得冠軍，週間銷售達42.6萬張，取得週榜第一名，是自「PIKA★★NCHI DOUBLE」以來連續第20張、共第27張冠軍作品。

## 收錄曲
1. To be free
作詞：Soluna
作曲：Samuel Waermo、Octobar
編曲：Samuel Waermo、吉岡たく
Asahi飲料『三矢蘇打』廣告歌曲
2. To be free（Original Karaoke）

### DVD
1. To be free（PV+製作花絮）